# Jean de Cros
Jean de Cros (Castello di Calimafort, 1310/1320 – Avignone, 21 novembre 1383) è stato un cardinale e vescovo cattolico francese.

## Biografia
Era parente di papa Gregorio XI, fratello del benedettino pseudocardinale Pierre de Cros e nipote dell'omonimo cardinale.
Dopo aver studiato giurisprudenza, fu eletto vescovo di Limoges il 14 maggio 1347. Mantenne la cattedra vescovile fino alla nomina cardinalizia.
Il 30 maggio 1371 papa Gregorio XI lo creò cardinale del titolo dei Santi Nereo e Achilleo. Divenne penitenziere maggiore nel 1373.
Il 28 settembre 1376 optò per l'ordine dei cardinali vescovi e divenne vescovo di Palestrina. Partecipò al conclave del settembre del 1378 che elesse l'antipapa Clemente VII. Si oppose alla validità dell'elezione del legittimo papa Urbano VI e le sue argomentazioni persuasero il re di Francia Carlo V a sostenere l'antipapa.
Morì ad Avignone, dove fu sepolto in cattedrale.